# Trichiales
A Trichiales (ICN) vagy Trichiida (ICZN) az Amoebozoa egyik kládja, a Myxogastria 5 rendjének egyike. A Lucisporidia főrendbe sorolják testvércsoportjával, a Licealesszel együtt. A rendet először Thomas MacBride írta le 1922-ben, nevét és helyzetét a modern filogenetikában is megtartották. Plazmódiumállapotában a Trichiales jól elhatárolt kapillítiummal rendelkezik a spóraszóráshoz. Ennek alakját és részleteit családjai meghatározására használják. Spórái világosak az áttetsző, fehér, sárga színtől a rózsaszínig és a vörösbarnáig. A rend jelenleg 4 családból 14 nemzetségből és 174 fajból áll. 2013-as molekuláris kutatások alapján míg a Trichiales valószínűleg valós taxon, a Liceales valószínűleg parafiletikus csoport, és számos Liceales-nemzetség áthelyezendő a Trichialesbe. 2019-ben Leontyev et al. módosították, így nemcsak kapillítiumos fajokat tartalmaz.

## Etimológia
A név a görög θριξ vagy τριχος szóból származik, mely hajat, hajszerűt jelent. A Trichiales rendszertana erősen függ a kapillítium családba sorolásra használt fonalaitól. Ezek feltehetően a szótő és a név eredetét adják.

## Történet
Számos zoológus a gombák országába sorolta, noha Ernst Haeckel 1868-ban a protiszták közé sorolta. 1960-ban G. W. Martin a Trichialest a Myxomycetes osztály Myxogastromycetidae alosztályába sorolta, melyet a gombák országába (amit ő „Divisio: Mycota” néven nevezett). Később kiderült, hogy az Amoebozoához hasonlóbb a Myxomycetes morfológia és életciklus tekintetében, így azóta többször az Amoebozoa Myxomycetes kládjába sorolták.
Thomas H. MacBride először a rendet Trichialesként a The North American Slime Moulds 1922-es 2. kiadásában írta le. A fő jellemzők, melyekkel a rendet leírta, a szabadon elágazó vagy hálót alkotó különleges fonalakból álló kapillítium és a világossárga spórák. A Trichialest a Licealesszel együtt a Lister és Lister által 1925-ben Lamprosporalesnek nevezett rendbe is csoportosították, de a kettőt a későbbi művek elkülönítették. MacBride eredetileg a kapillítium szerkezetét használta az általa leírt 5 család, a Dianemaceae, a Perichaenaceae, az Arcyriaceae, a Prototrichiaceae és a Trichiaceae elkülönítésére, a kapillítiumfonalakról részletes leírást adva, melyeket elátornak nevezett a spóraszóró képesség miatt. MacBride műve több további Myxogastria-morfológiai és -taxonómiai mű előzménye volt, beleértve G. W. Martin és Constantine Alexopoulos 1969-es The Myxomycetes című könyvét, melyet továbbra is hasznos irodalomnak tartanak a Myxogastria tanulmányozásához. E monográfiában a Trichiales két családot tartalmaz, a Dianemaceaet és a Trichiaceaet. Ezeket MacBride-hoz hasonlóan elsősorban a kapillítium különbségei alapján különböztetik meg. A Dianemaceae fajaiban a kapillítiumfonalak a spóra alapjához vagy falához tapadtak, a Trichiaceae fajaiban a kapillítium fonalai szabadok vagy a spóraalaphoz tapadnak, és gyakran hálót alkotnak.
A rend 2017-es rendszertana 4 családot különböztetett meg, de számos kutató leírta, hogy ezek és nemzetségeik megkülönböztetése különösen nehéz, mert számos faj rendelkezik egynél több családban jelenlévő jellemzőkkel és morfológiákkal, a molekuláris Trichiales-kutatás pedig még nagyon új. Az első molekuláris Myxogastria-szekvenálási tanulmányt Anne-Marie-Fiore-Donno et al. végezték 2005-ben, ezelőtt minden taxonómia csak morfológiai és életciklus-vizsgálatokon alapult, ahogy a Trichialesben például a kapillítium kiemelésével. Leontyev 2019-es rendszertana azonban csak 2 családot sorol ide, ezek a Dianemataceae és a Trichiaceae.
A Fiore-Donno et al. által létrejött filogenetika alátámasztotta a Trichiales–Liceales kapcsolatokat és számos más morfológiailag előrejelzett rendszertant. Az újabb kutatásokban a Trichiales–Liceales megkülönböztetés vitatott lett: a Liceales összetett rend, mely valószínűleg nem monofiletikus, mert meghatározó jellemzője a kapillítium hiánya. További morfológiai vizsgálatok számos Liceales-fajról kimutatták, hogy rendelkezik kapillítiummal, és sok más rendelkezik a spórában lévő fennmaradt szálakból álló „álkapillítiummal”, mely viszont rosszul meghatározott fogalom, mivel számos álkapillítium-fajtát figyeltek meg. Így új molekuláris alapú filogenetikákat javasoltak. Fiore-Donno et al. új kládok létrehozását javasolta a Trichiales és a Liceales közt a különböző álkapillítium-típusokhoz, egy másik lehetőség a Liceales több új kládra való bontás. Ez tartalmazná a Trichiales módosítását is, mely így a Trichiales minden tagját tartalmazná a közeli rokon Liceales-tagokkal együtt, míg a többi Liceales-kládot több új kládra osztanák molekuláris adatok alapján.

## Morfológia
A Trichiales a Myxogastria többi kládjához hasonló életciklussal rendelkezik jelentős különbség nélkül. Ez 2 trofikus fázisból áll: a kisebb, egymagvú amőbaállapotból, mely rendelkezhet ostorral a mozgáshoz, valamint a több amőba egyesüléséből létrejövő makroszkopikus plazmódiumból, mely gyakorlatilag egy sejt több ezer együtt osztódó maggal, akár egyméteres mérettel és sejtplazmaáramlással történő mozgással. Kedvező körülmények közt a plazmódium termőtestet és spórákat képezhet, melyek kiszabadulva és szétszóródva az első amőbaállapottá alakulnak. E fázis nagysága miatt a Myxogastria rendszertana elsősorban a plazmódium szerkezetei és morfológiája, nem a kisebb amőboid állapoté alapján alakult ki.
A Trichialest endospórás Myxogastria-kládnak tekintik, vagyis a spórák a termőtestben keletkeznek fallal elzárva. A Lucisporidia („világos spórájú”, „átlátszó spórájú”) általában nem rendelkezik columellával, mely a spóratönk spóratartón át tartó kiterjesztése. Ez tartalmazza a Trichialest és a Licealest. Utóbbiban nincs kapillítium (bár egyes fajaiban lehet álkapillítium), míg előbbiben mindig van. A Trichiales nemzetségei spóratömegei általában világosak, termőtestei vagy rögzítettek, vagy növekvő tönköket alkotnak. A spórák gyakran sárgák, de lehetnek színtelenek, fehérek, rózsaszínek vagy vörösbarnák is.
A kapillítium a Trichiales meghatározó jellemzője. Gyakran díszesként írják le a spirálok, göbök és tüskék miatt. Fejlődése csőszerű vakuólumokkal történik a plazmódiumban, mely végül a kapillítium végső alakjába rendeződik, beleértve az ágakat és spirálokat. Ezután fehérjék gyülemlenek benne fel, keményítve azt és végső szerkezetét kialakítva.
Más morfológiai jellemzői is voltak a kapillítiumszálaknak, melyeket gyakran használtak a Trichiales-nemzetségek és -fajok leírásához. A kalcium-karbonát jelenlétét gyakran használták a fajok megkülönböztetésére. Korábban a Trichiales kapillítiuma nem rendelkezett kalcium-karbonáttal, de e módszer problémás, mivel környezeti tényezők redukálhatták a kalcium-karbonát-lerakódásokat. Ez téves azonosításhoz vezethetett. Egy másik módszer a kapillítium fonalainak polarizált fénnyel való elemzése, de e módszert se használják többé.
Legtöbb faja perídiuma ideiglenes.

## Ökológia
Legtöbb faja erdei.

## Jelentős fajok
Több Trichiales-faj is a leggyakoribb Myxogastria-fajok közé tartozik növekedési szezonja idején az erdőkben. A Hemitrichia, Trichia és Arcyria nemzetség fajai nagy mennyiségben vannak jelen erdőkben tavasztól késő őszig. A Hemitrichia egy szép, jól ismert fajt tartalmaz, a Hemitrichia serpulát. Ez plazmódiumállapotáról ismert, mely önálló aranysárga csőhálózatként ismert. Széleskörű elterjedése miatt a H. serpulát a Myxogastriában történő speciáció és génáramlás vizsgálatára használják. Sok faja megtalálható alacsony erdőkben a legtöbb fő kontinensen, például Ázsiában, Európában, Észak- és Dél-Amerikában, igazolva képességüket a spórák több ezer kilométerre való szállítására.

## Fosszilis rekord
A Myxogastria-fosszilisrekordok különösen ritkák, mivel amőboid állapotuk nem alkot fosszíliát, termőtesteik plazmódiumállapota pedig törékeny. Egy eocén (50–35 Ma) Arcyria sulcata-spóra ismert balti erdőkből származó borostyánból. Ez egyike a két egyértelmű Myxogastria-fosszíliának, és a Myxogastria fosszilis rekordban való alulreprezentáltsága miatt fontos annak evolúciója megértése szempontjából.

## Családok és nemzetségek
2017-es rendszertanában 4 családja volt:
- Arcyriidae – Termőteste lehet szesszilis vagy tönkös. Kapillítiuma cső alakú, és hólyagokkal, tüskékkel, fogaskerekekkel, üregekkel, fél- vagy egész gyűrűkkel vagy hálókkal rendelkezik (5 nemzetség, 87 faj).[4]
  - Acryodes
  - Arcyria
  - Arcyriatella
  - Cornuvia
  - Perichanea
- Dianemidae – Termőteste lehet szesszilis vagy tönkös. Kapillítiuma fonalas és tömör, és lehet sima vagy texturált törékeny szabálytalan spirálokkal vagy hálókkal (2 nemzetség, 15 faj).[12]
  - Calomyxa
  - Dianema
- Minakatellidae – Termőteste szesszilis. Kapillítiuma csőszerű, üreges, szinte sima (1 nemzetség, 1 faj).[12]
  - Minakatella
- Trichiidae – Termőteste lehet szesszilis vagy tönkös. Kapillítiuma cső alakú, üreges, spirálokkal és néha tüskékkel rendelkezik. Ez néha halvány, és a kapillítium teljesen simának tűnhet (6 nemzetség, 81 faj).[12]
  - Calonema
  - Hemitrichia
  - Metatrichia
  - Oligonema
  - Prototrichia
  - Trichia

Leontyev et al. 2 családban 8 nemzetséget különböztetett meg: az Arcyodest az Arcyriába, a Cornuviát, a Metatrichiát és az Oligonemát a Trichiába sorolta. Előbbi lehetséges tagja továbbá az Arcyriatella, utóbbié a Calonema.

## Fordítás
Ez a szócikk részben vagy egészben  a   Trichiales című angol Wikipédia-szócikk ezen változatának fordításán alapul.  Az eredeti cikk szerkesztőit annak laptörténete sorolja fel. Ez a jelzés csupán a megfogalmazás eredetét és a szerzői jogokat jelzi, nem szolgál a cikkben szereplő információk forrásmegjelöléseként.